# Bazougers
Bazougers is een gemeente in het Franse departement Mayenne (regio Pays de la Loire). De plaats maakt deel uit van het arrondissement Château-Gontier. Bazougers telde op 1 januari 2022 1.086 inwoners.

## Geografie
De oppervlakte van Bazougers bedroeg op 1 januari 2022 31,72 vierkante kilometer; de bevolkingsdichtheid was toen 34,2 inwoners per km².

## Demografie
Onderstaande figuur toont het verloop van het inwonertal (bron: INSEE-tellingen).